# Jérôme Orsoni
Pour les articles homonymes, voir Orsoni.
Jérôme Orsoni, né le 17 septembre 1977 à Toulon, est un écrivain et traducteur français.

## Œuvres
- Tortoise/Standards, Marseille, Le Mot et le Reste, coll. « Solo », 2008, 72 p.  (ISBN 978-2-91537-876-4)
- Au début et autour, Steve Reich. Une pure fiction, Cadenet, les éditions chemin de ronde, coll. « Cadratins », 2011, 64 p.  (ISBN 978-2-905357-05-2)
- Des monstres littéraires, Arles, Actes Sud, coll. « Un Endroit où aller », 2015, 166 p.  (ISBN 978-2-330-04844-0)

- Prix SGDL du premier recueil de nouvelles
- Voyage sur un fantôme : Rome, le scooter, et ma mère, Cadenet, les éditions chemin de ronde, coll. « Strette », 2015, 144 p.  (ISBN 978-2-905357-11-3)
- Pedro Mayr, Arles, Actes Sud, coll. « Un Endroit où aller », 2016, 204 p.  (ISBN 978-2-330-06310-8)[1]
- Le feu est la flamme du feu, Arles, Actes Sud, coll. « Un Endroit où aller », 2017, 175 p.  (ISBN 978-2-330-07547-7)[2]
- Habitacles, Abrüpt, 2020, 120 p.
- Et partout c'est la guerre, Abrüpt, 2022, 180 p.
- La vie sociale, Bakélite, 2025, 264 p.